# Wincenty Potocki
Wincenty Potocki herbu Pilawa (ur. 1740 lub 1753, zm. 1825 lub 14 stycznia 1826) – podkomorzy nadworny koronny w latach (1773–1794), generał-lejtnant wojsk koronnych od 1773 roku, szef regimentu gwardii koronnej, starosta lubelski w latach 1774–1785, kolekcjoner sztuki. w 1784 zabiegał o tytuł księcia Świętego Cesarstwa Rzymskiego, ale nie spełnił wymagań cesarskich i ostatecznie tytułu nie otrzymał a nie nie przyjął.

## Życiorys
Syn Stanisława i Heleny Zamoyskiej, brat Józefa, ojciec Franciszka.
Członek konfederacji Andrzeja Mokronowskiego w 1776 roku.
Pan na Brodach i Księstwie Zbaraskim. Cesarz Józef II ofiarował mu w roku 1784 tytuł książęcy, pod warunkiem założenia ordynacji. Potocki warunku tego nie dopełnił i tytuł nie uzyskał sankcji prawnej. W 1785 został wybrany wielkim mistrzem masońskim Galicji. Był trzykrotnie żonaty:
- Pierwsza jego żona: Urszula Mniszchowa z Zamoyskich, była córką Jana Jakuba Zamoyskiego. Związek zakończony rozwodem w 1781;
- Z drugą żoną: Anną Mycielską rozwiódł się w 1792;
- Trzecia jego żona: Helena Apolonia Massalska, córka Józefa Adriana Massalskiego.

Poseł na Sejm 1776 roku z województwa lubelskiego.
W 1773 roku odznaczony Orderem Orła Białego i Orderem Świętego Stanisława, po 1796 roku był kawalerem maltańskim.